# Grüne Medizin
Grüne Medizin ist eine Berliner Hip-Hop-Gruppe, deren Mitglieder bei dem Independent-Label Sektenmuzik unter Vertrag standen. Sie besteht aus den Rappern Freddy Cool, Koeppen, Viruz und Schmökill.

## Geschichte
Die Mitglieder von Grüne Medizin stammen aus der Berliner Siedlung Märkisches Viertel. Zu Beginn des Jahres 2000 gründeten die Rapper Freddy Cool und Koeppen die Gruppe unter dem Namen Grüne Medizin. In der folgenden Zeit veränderte sich die Gruppenkonstellation mehrmals, bis sich im Jahr 2003 der feste Kern bildete. Neben Freddy Cool und Koeppen zählen nun auch die Musiker Viruz und Schmökill zur Gruppe.
Da die Mitglieder von Grüne Medizin aus dem gleichen Viertel wie die Rapper Sido und B-Tight stammen und persönlichen Kontakt zu diesen bereits in ihrer Vergangenheit hatten, erhielten sie einen Künstlervertrag bei Sektenmuzik.
2007 begleitete Viruz als Back-Up-Rapper von B-Tight die Halt's Maul – Zahl Eintritt-Tour von Sido. Am 28. September 2007 erschien das erste Album Psychose von Grüne Medizin. Auf diesem sind unter anderem Greckoe, Tony D, King Orgasmus One, Alpa Gun und Frauenarzt mit Gastbeiträgen vertreten. Zu dem Lied Psychose wurde ein Video, welches unter anderem in der MTV-Show TRL gezeigt wurde, gedreht.
Im März 2011 veröffentlichte die Gruppe ihr zweites Album Durchgepeitscht. Das Album wurde über das eigene Label Shrödamukke veröffentlicht. Der Tonträger war bereits seit 2009 angekündigt, wurde jedoch immer wieder verschoben.
Zur Fußball-Europameisterschaft 2012 nahm Grüne Medizin das Lied Europameister 2012 auf. Dieses wurde zunächst kostenlos im Internet zur Verfügung gestellt und später auch als Video umgesetzt. Vor dem dritten Vorrundenspiel der deutschen Fußballnationalmannschaft gegen die dänische Auswahl präsentierte die Gruppe den Song auf der Fanmeile Berlin. Anfang 2014 veröffentlichte das Mitglied Viruz die Solo-EP Zeitpunkt Digital im Internet.

## Name
Der Name der Gruppe verweist auf den Konsum von Marihuana. Neben dieser Interpretation gibt es jedoch weitere Möglichkeiten den Namen zu deuten.

„Es geht nicht nur ums Kiffen. Grün ist auch die Farbe der Hoffnung, und Medizin heilt kranke Menschen.“

## Diskografie
Alben
- 2007: Psychose
- 2011: Durchgepeitscht
- 2024: Highway

EPs
- 2014: Zeitpunkt (Solo-EP von Viruz)

Freetracks
- 2009: Die Geister die sie riefen (feat. DeineLtan, Fuhrman & Sebbe Shröda)[6]
- 2009: Lass dich sitzen
- 2009: Hood Baby
- 2009: Falscher Stolz[7]
- 2010: Gummizelle (feat. Greckoe)
- 2011: Piss nicht den Falschen ans Bein
- 2011: Biatch
- 2011: 300 % (feat. Fuhrmann & DeinEltan)
- 2012: Europameister 2012